# Navegació en iot

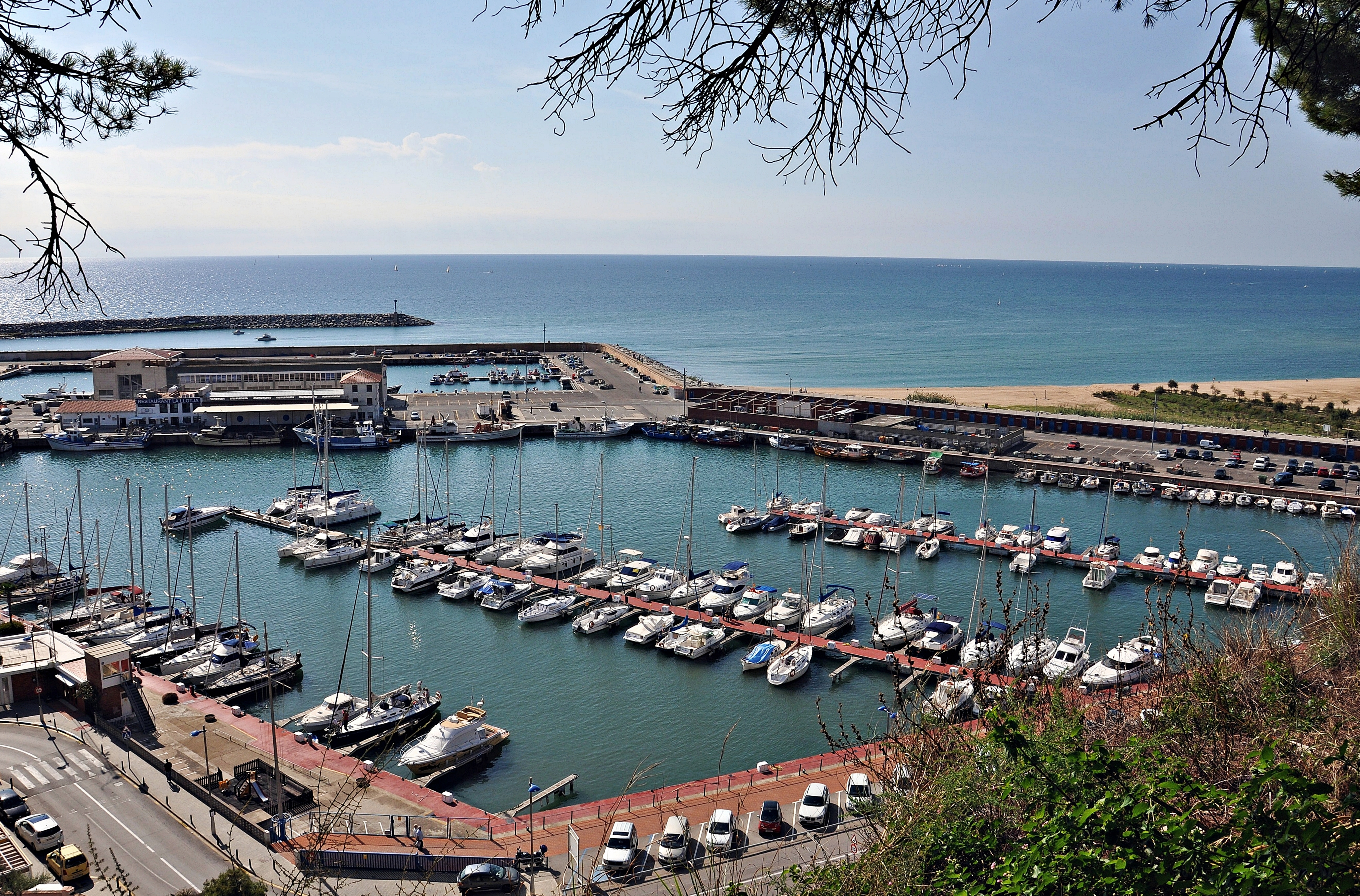
Vista parcial de les instal·lacions del CNAM al port d'Arenys de Mar

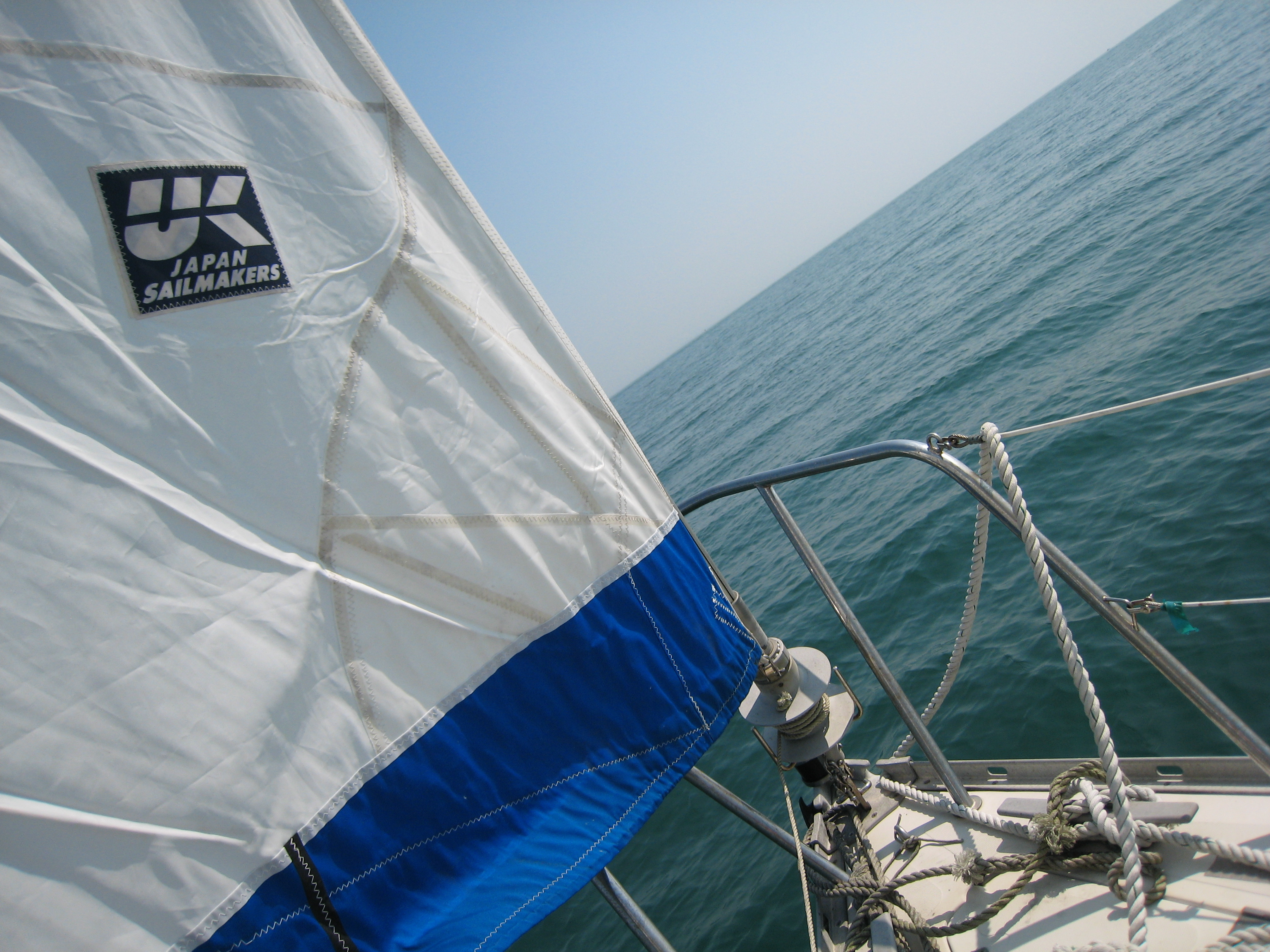
Iot navegant prop de Shimizu

La navegació en iot o vela de creuer, és una activitat de navegació recreativa en la que s'utilitzen embarcacions de mida mitjana/gran anomenats iots. La navegació en iot es distingeix d'altres formes de navegació principalment pel focus prioritari en el confort i el luxe, la dependència dels ports esportius per a l'atracament, i normalment destinada només a l'oci social exclusiu en un creuer, en pesca esportiva o en regates. Quan es navega amb velers, l'activitat s'anomena simplement vela esportiva ; i amb les embarcacions a motor s'anomena motonàutica. Un club que s'ha creat per a donar servei a membres o socis que hi tenen els seus iots o també embarcacions de pesca esportiva es coneix com a club nàutic

## Etimologia
El terme " iot " en català deriva de la paraula holandesa jacht, aquesta al seu torn deriva del noruec ("jagt"), del baix alemany mitjà ("jaght") que significa "caçar" "un vaixell lleuger ràpid de guerra, comerç o plaer. L'element esportiu en la paraula rau en la derivació de jaght de l'arrel jaghen, que significa caçar o perseguir...".
Els iots originalment eren velers ràpids utilitzats per la marina neerlandesa lleugers i ràpids que la marina de la República Holandesa utilitzava per poder perseguir les embarcacions de pirates i contrabandistes a les aigües poc profundes de la costa dels Països Baixos. També s'utilitzaren per finalitats no militars com el control de duanes i el transport de pràctics als vaixells en espera per entrar a port.
Al segle xviii apareixen els primers clubs nàutics, en forma de Yacht Clubs a Rússia, Irlanda i el Regne Unit. Aquests eren clubs lligats a l'aristocràcia, els quals eren propietaris de grans iots amb un ús esportiu i d'oci vinculat a les mateixes activitats del club. Durant la segona meitat del segle xx l'augment del nivell de vida i la disminució dels preus de les embarcacions ha permès popularitzar la vela esportiva i la tinença d'aquestes embarcacions, amb la creació de diversos clubs de vela i un augment en el nombre de navegants.

## Història

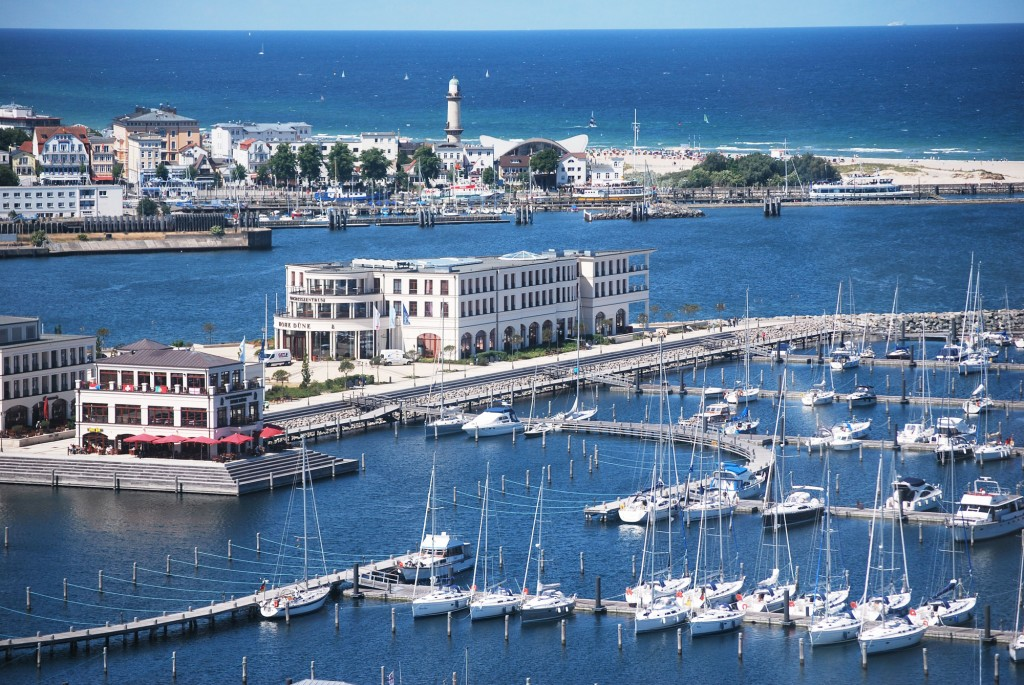
Club nàutic i port esportiu, Yacht Harbour Residence "Hohe Düne"

La història de la vela es remunta a temps prehistòrics, però es creu que les modernes regates de velers van començar als Països Baixos en algun moment del segle XVII. Aviat, a Anglaterra, van començar a sorgir " iots " de carreres fets a mida. El 1851, el Royal Yacht Squadron de Cowes va desafiar el iot nord-americà Amèrica. La regata va tenir lloc al Solent. L'Amèrica va guanyar la regata i es va emportar el trofeu, l'America's Cup, de tornada als EUA on, en poder del New York Yacht Club, va romandre fins al 1983. Aleshores, la copa es va perdre davant el Royal Perth Yacht Club d'Austràlia, que va presentar l'Australia II al concurs. Mentrestant, les regates de iots van continuar evolucionant, amb el desenvolupament de classes reconegudes de iots de regata, des de petits vaixells fins a grans maxi-ots.

## Regates

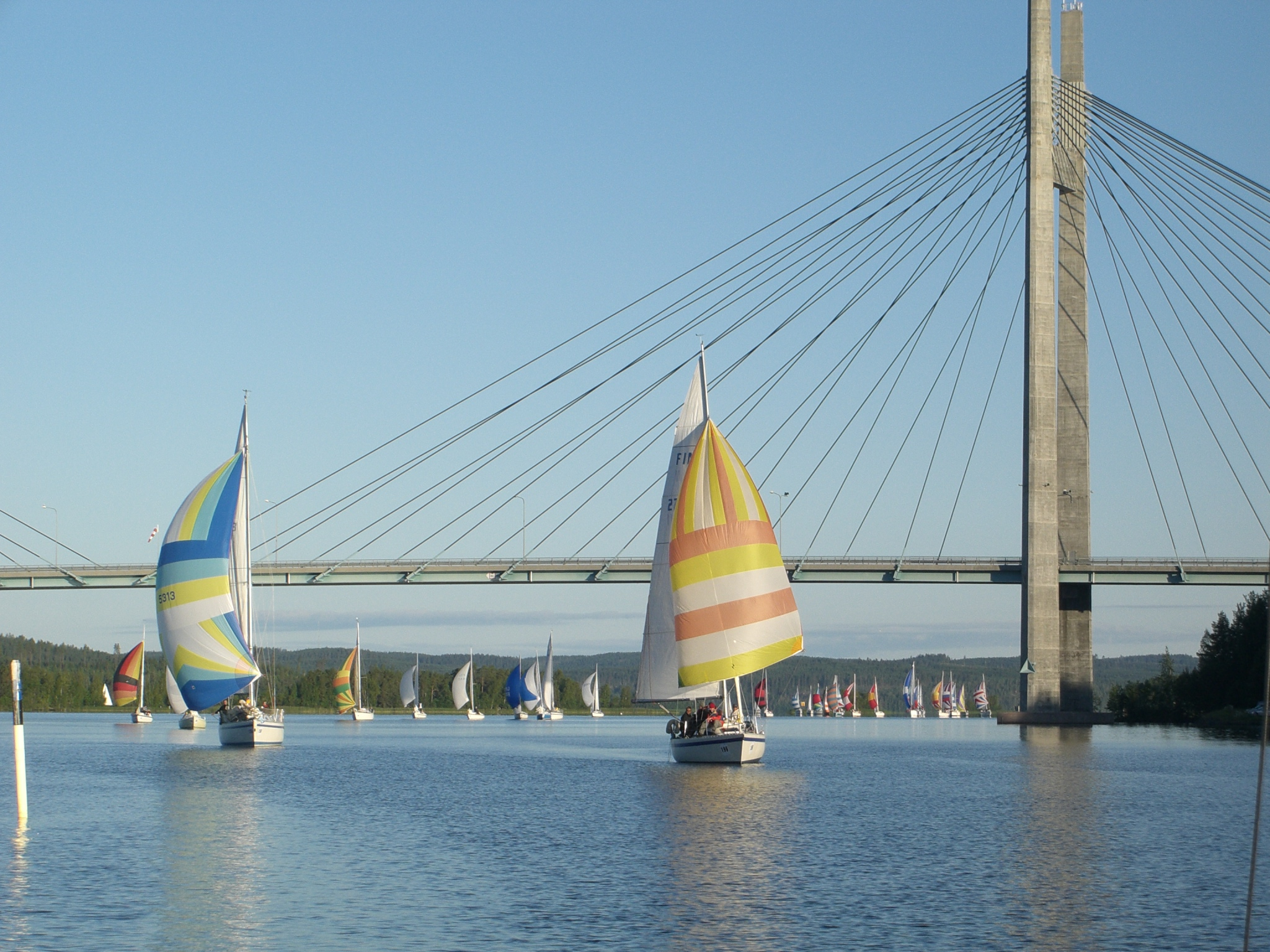
Una regata de iots al llac Päijänne a Jyväskylä, Finlàndia

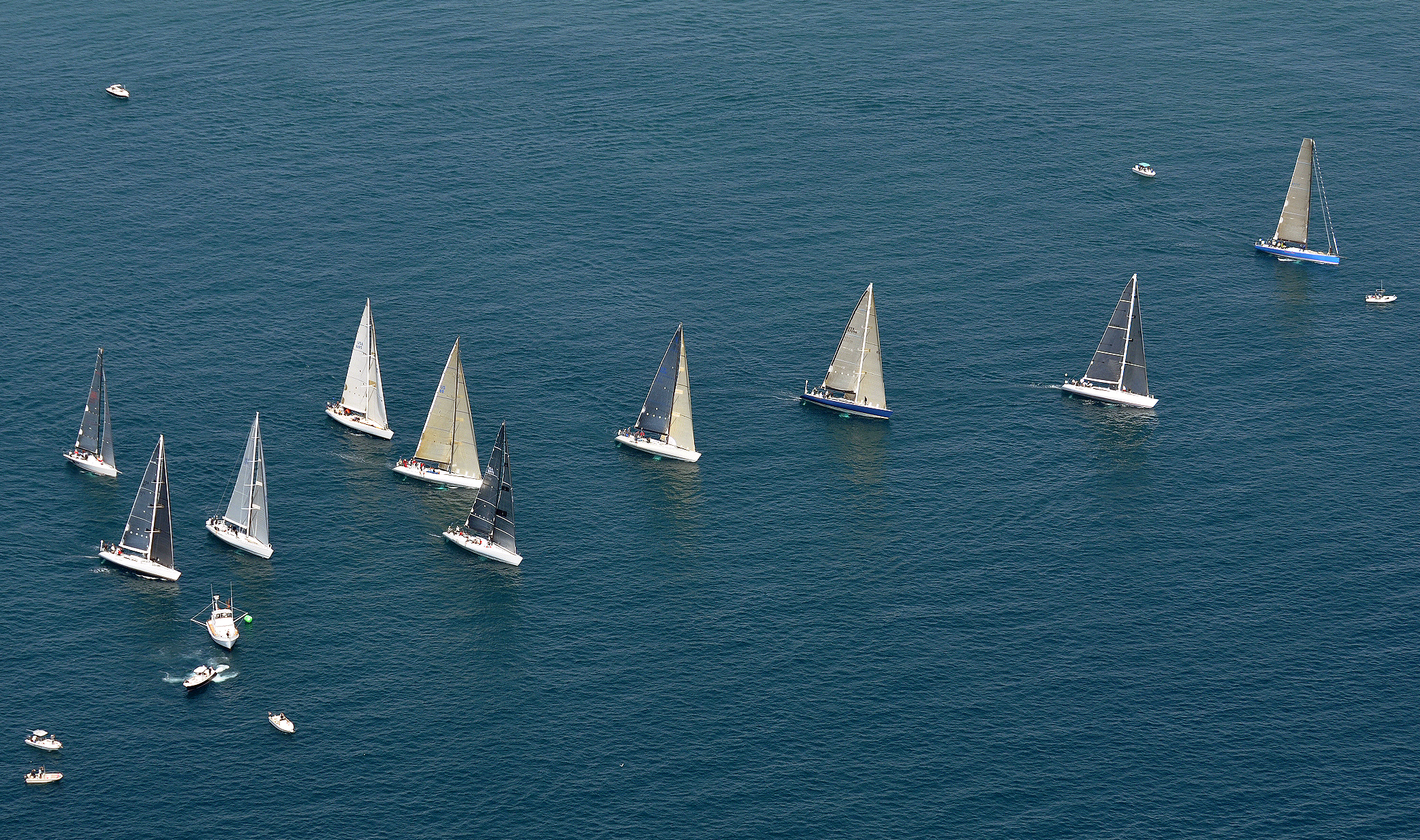
Inici de la regata de Cabo San Lucas 2013

### Costaneres
Tot i que hi ha molts tipus diferents de vaixells de regata, generalment es poden separar en iots més grans, que són més grans i contenen instal·lacions per a viatges prolongats, i embarcacions de carreres portuàries més petites, com els vaixells lleugers i els esquifs. Els vaixells més petits no s'anomenen generalment iots, encara que tots els vaixells d'esbarjo (a diferència dels vaixells comercials o militars) són iots. En aquests dies, les regates de iots són un esport comú de participants a tot el món desenvolupat, especialment quan hi ha condicions favorables de vent i accés a masses d'aigua de mida raonable. La majoria de la navegació en iots es realitza en aigua salada, però les embarcacions més petites es poden recórrer a llacs i fins i tot a rius grans.

### Oceàniques

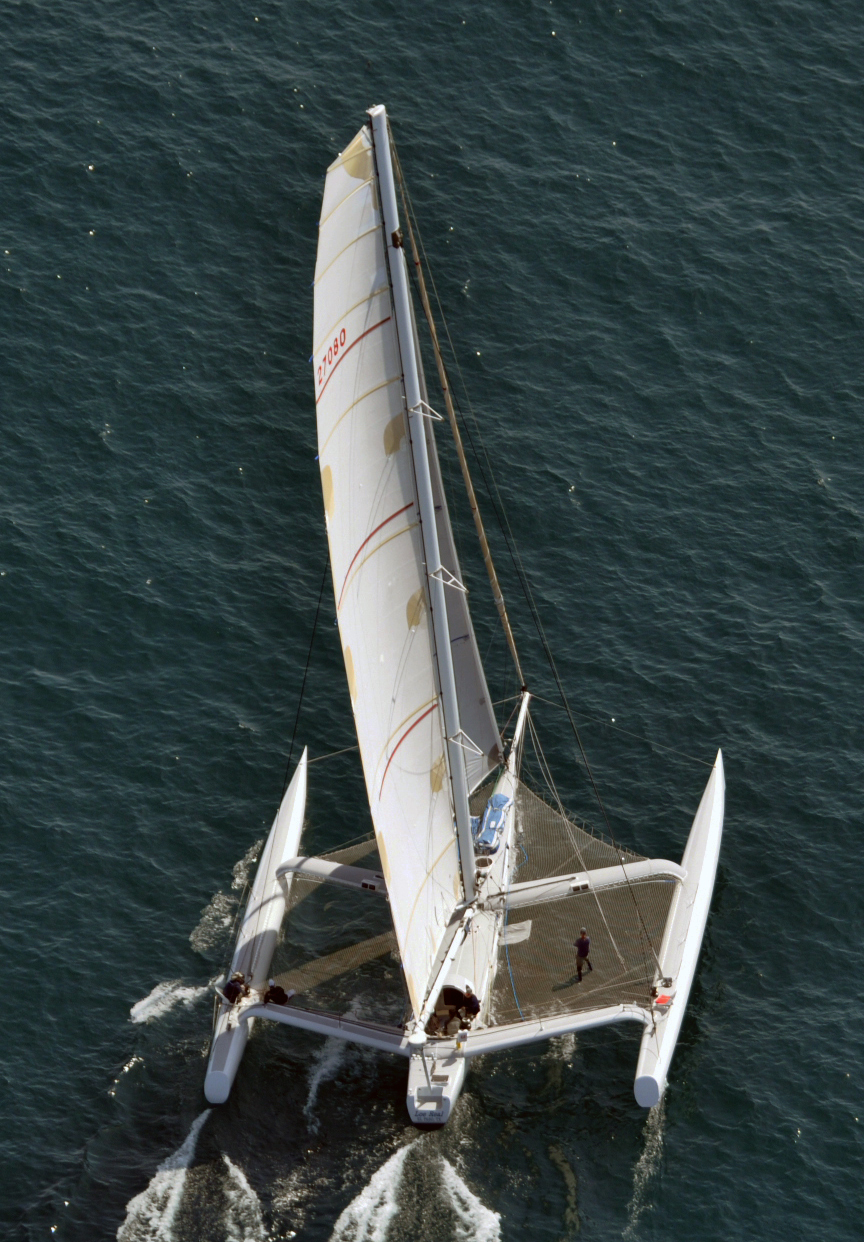
Loe Real de 60 peus, Water World, 2013

Les regates es poden fer a prop dels ports, però les regates de iots més prestigioses són regates de llarga distància punt a punt a l'oceà obert. El mal temps fa que fins i tot acabar aquestes regates sigui una prova considerable d'equip i força de voluntat, i de tant en tant es perden vaixells i mariners al mar. Els esdeveniments més llargs d'aquest tipus són les regates de "la volta al món" que poden trigar mesos en completar-se, però n'hi de molt conegudes com la regata Fastnet al Regne Unit i la regata de iots de Sydney a Hobart al llarg de la costa est d'Austràlia. Les grans regates solen organitzar-se amb un trofeu de primera volta (anomenat "line honours") i sota un sistema de handicap o rating que ajusta els temps d'arribada a les velocitats relatives del disseny dels vaixells, oferint teòricament a cada participant la mateixa oportunitat.

### Altri
Mentre que els grups de vela organitzen la nàutica competitiva més activa i popular, també se celebren altres esdeveniments nàutics a tot el món: regates de vaixells a motor de velocitat; piragüisme competitiu, caiac i rem; i els concursos de navegació (generalment una prova d'habilitats de navegació astronòmica i de referència on no es permet el GPS i altres equips electrònics de navegació) es troben entre els esdeveniments que s'organitzen arreu del món. Els iots especialitzats, com ara iots hidroala, hidròpters o motos aquàtiques personals també participen en competicions que impliquen prova d'equip i habilitat (normalment, habilitat per maniobrar amb seguretat). Tots aquests esdeveniments formen part del món més ampli de la nàutica, si es fan amb finalitats recreatives o esportives.

## Navegació de creuer

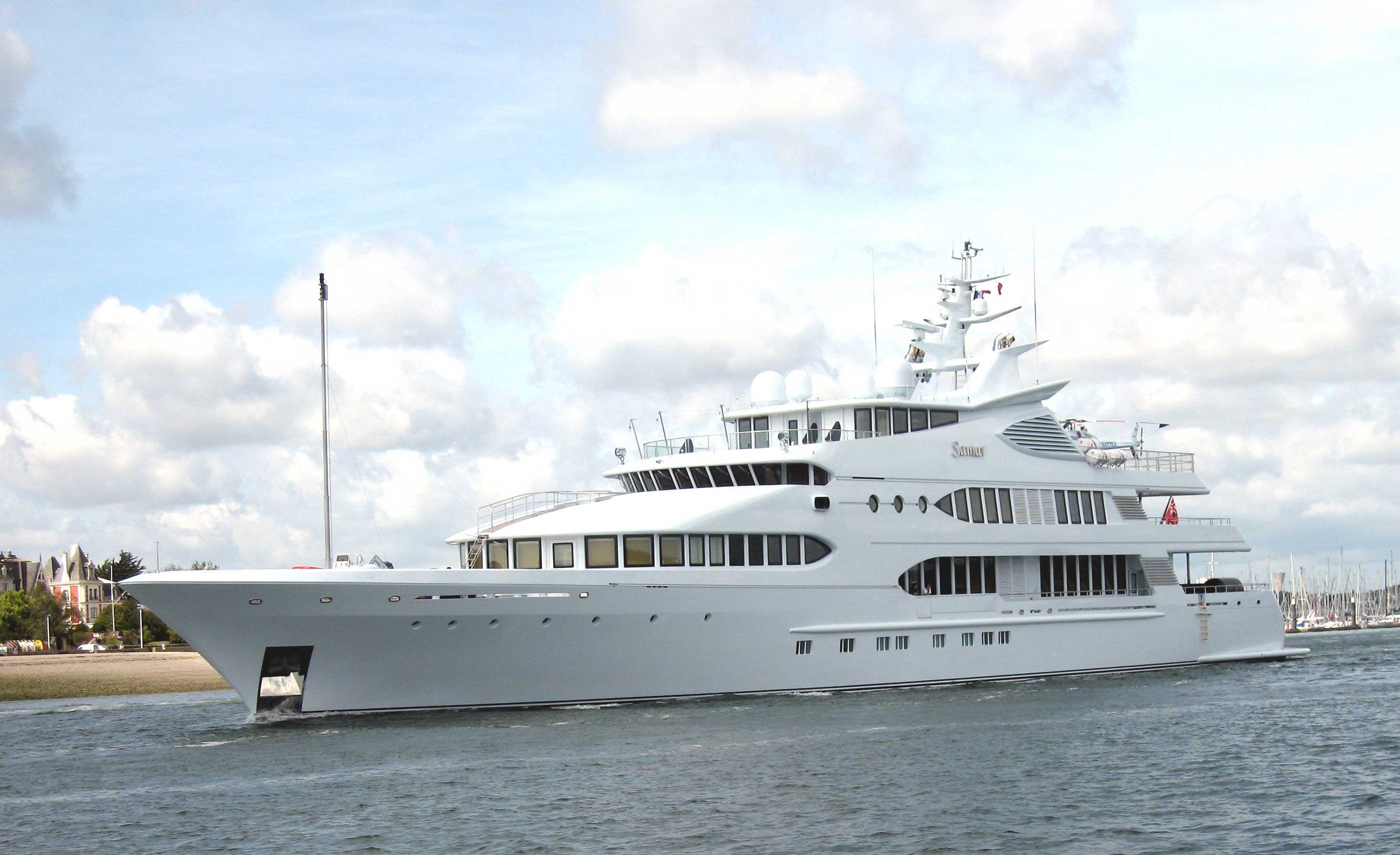
Un iot a Lorient, Bretanya, França

Un creuer implica viatjar en un vaixell, ja sigui a per una badia, als Grans Llacs (als EUA) o d'illa en illa al Mediterrani o al Pacífic Sud. La navegació segura a llargues distàncies requereix un grau d'autosuficiència i una àmplia gamma d'habilitats més enllà del maneig del vaixell. Es necessiten coneixements de temes com la navegació, la meteorologia, els sistemes mecànics i elèctrics, la ràdio, els primers auxilis, la supervivència al mar, la nutrició i més, i poden salvar vides quan es creua cap a costes llunyanes. Als EUA, els Power Squadrons dels Estats Units ofereixen cursos i certificacions en aquestes habilitats. Al Regne Unit, la Royal Yachting Association gestiona un sistema de certificació. Organitzacions d'altres països ofereixen sistemes similars i normalment inclouen una sèrie de cursos, tant teòrics com pràctics.

## Pesca esportiva

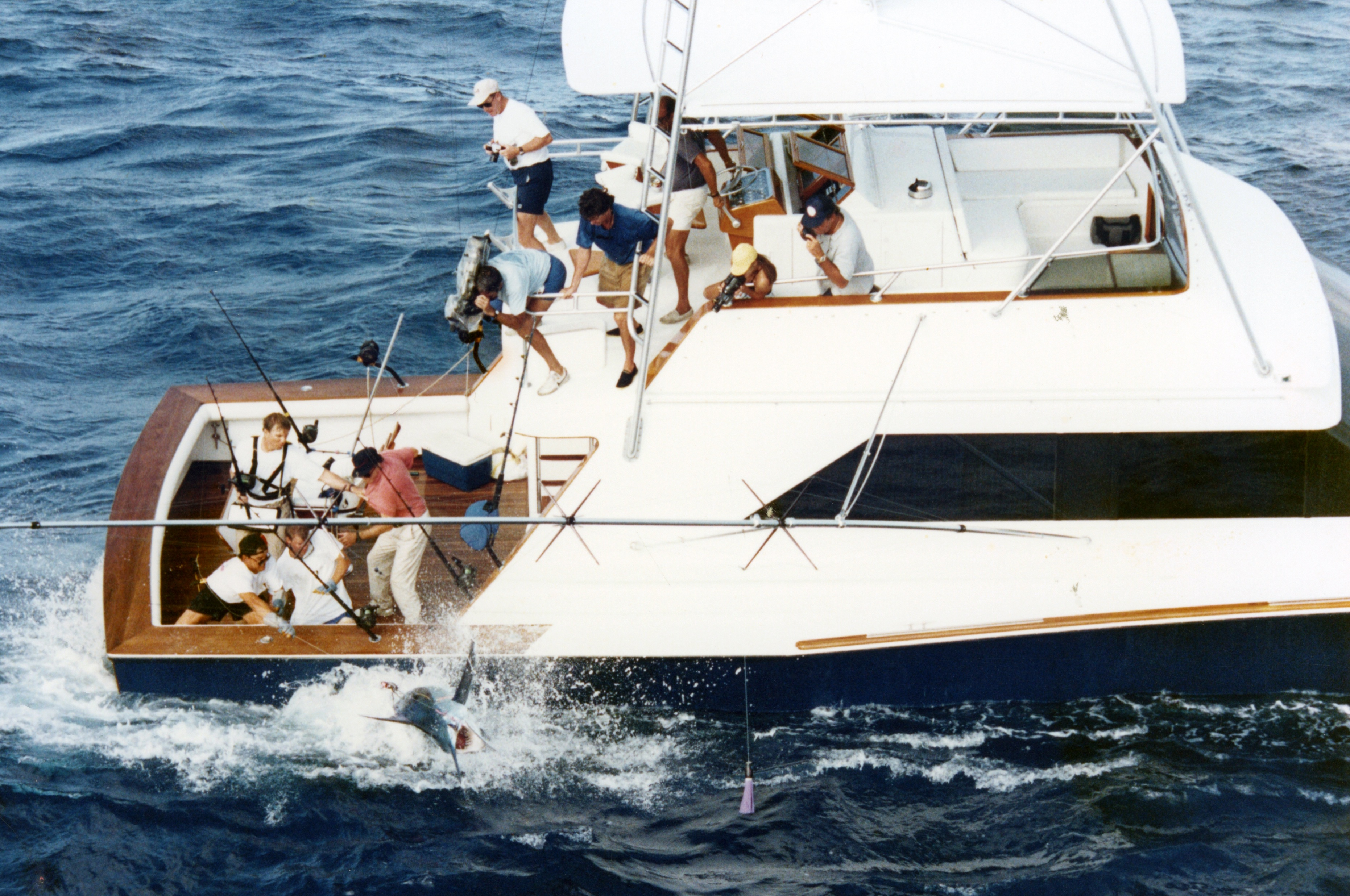
Pesca a bord d'un petit iot

La pesca en alta mar en aigües verdes i blaves generalment requereix vaixells més resistents i més aptes per al mar que puguin suportar onades més fortes i condicions meteorològiques més imprevisibles, i aquests vaixells solen ser més grans, més pesats i han d'estar amarrats en un port esportiu. La majoria dels pescadors recreatius en alta mar lloguen els vaixells en lloc detenir-los en propietat, i els que volen més luxe opten per llogar iots de luxe . Pescar mentre es navega amb un iots és sovint un passatemps de les classes mitjanes -altes i acomodades, i hi ha una demanda de iots lloguer equipats i amb tripulació professional experimentada.